# Bay Roberts (gemeente)
Bay Roberts is een gemeente (town) in de Canadese provincie Newfoundland en Labrador. De fusiegemeente ligt in het zuidoosten van het eiland Newfoundland en bestaat uit het dorp Bay Roberts en de plaatsen Butlerville, Coley's Point en Shearstown.

## Geografie
De gemeente ligt aan de gelijknamige inham van de Conception Bay. Ze bevindt zich meer bepaald in het zuidoosten van het schiereiland Bay de Verde, dat zelf deel uitmaakt van het grote schiereiland Avalon. De gemeente maakte deel uit van de agglomeratie Bay Roberts en grenst in het noorden aan de gemeente Spaniard's Bay en in het zuiden aan Port de Grave.
De hoofdplaats van de gemeente is het dorp Bay Roberts, dat in het zuidoosten vergroeid is met de buurt Coley's Point en in het noordwesten ook met Shearstown. Die laatste plaats gaat als een lintdorp nog verder westwaarts het binnenland in. Een eind ten westen van Shearstown ligt nog de eveneens tot de gemeente behorende buurt Butlerville.
Het kerngedeelte van de gemeente wordt aangedaan door de van noord naar zuid lopende Conception Bay Highway (NL-70). Zo'n 2 km westelijker bevindt zich de parallel daaraan lopende en meer voor doorgaand verkeer bedoelde Veteran's Memorial Highway (NL-75), die ter hoogte van Butlerville een afrit heeft.

## Geschiedenis
De plaats Bay Roberts werd, met uitzondering van de oostelijke buurten, in 1951 door de provincie officieel erkend als een gemeente.
In 1964 breidde Bay Roberts uit door de annexatie van de buurgemeente Coley's Point. In 1965 werd de gemeente verder uitgebreid door de annexatie van omliggend gemeentevrij gebied. Het betrof onder meer Bay Roberts East evenals het grootste deel van het dorp Shearstown.
In 1992 vond er een derde gemeentelijke herindeling plaats, waarbij het grondgebied verder naar het westen toe werd uitgebreid. Bij deze uitbreiding werden het overblijvende westelijke deel van Shearstown, evenals het daaraan grenzende dorp Butlerville, door Bay Roberts geannexeerd.

## Demografie
Bay Roberts is met zo'n 6000 inwoners de 14e grootste gemeente van de provincie en de grootste gemeente van Bay de Verde. Tussen 2001 en 2021 steeg de bevolkingsomvang er van 5.237 naar 5.974, wat neerkomt op een stijging van 14,1% in twintig jaar tijd.
| Demografische ontwikkeling van Bay Roberts tussen 1951 en 2021 |
| --- |
| |
| Bron: Statistics Canada (1951–1986, 1991–1996, 2001–2006, 2011–2016, 2021) - Groei tussen 1961 en 1965 grotendeels te verklaren door grondgebiedsuitbreidingen. - Cijfer van 1991 slaat reeds op het grondgebied zoals dat door annexatie in 1992 tot stand kwam. |

### Taal
In 2021 had 99,1% van de inwoners van Bay Roberts het Engels als moedertaal; alle anderen waren die taal machtig. Hoewel slechts tien mensen (0,2%) het Frans als moedertaal hadden, waren er 195 mensen die die andere Canadese landstaal konden spreken (3,3%).

## Galerij

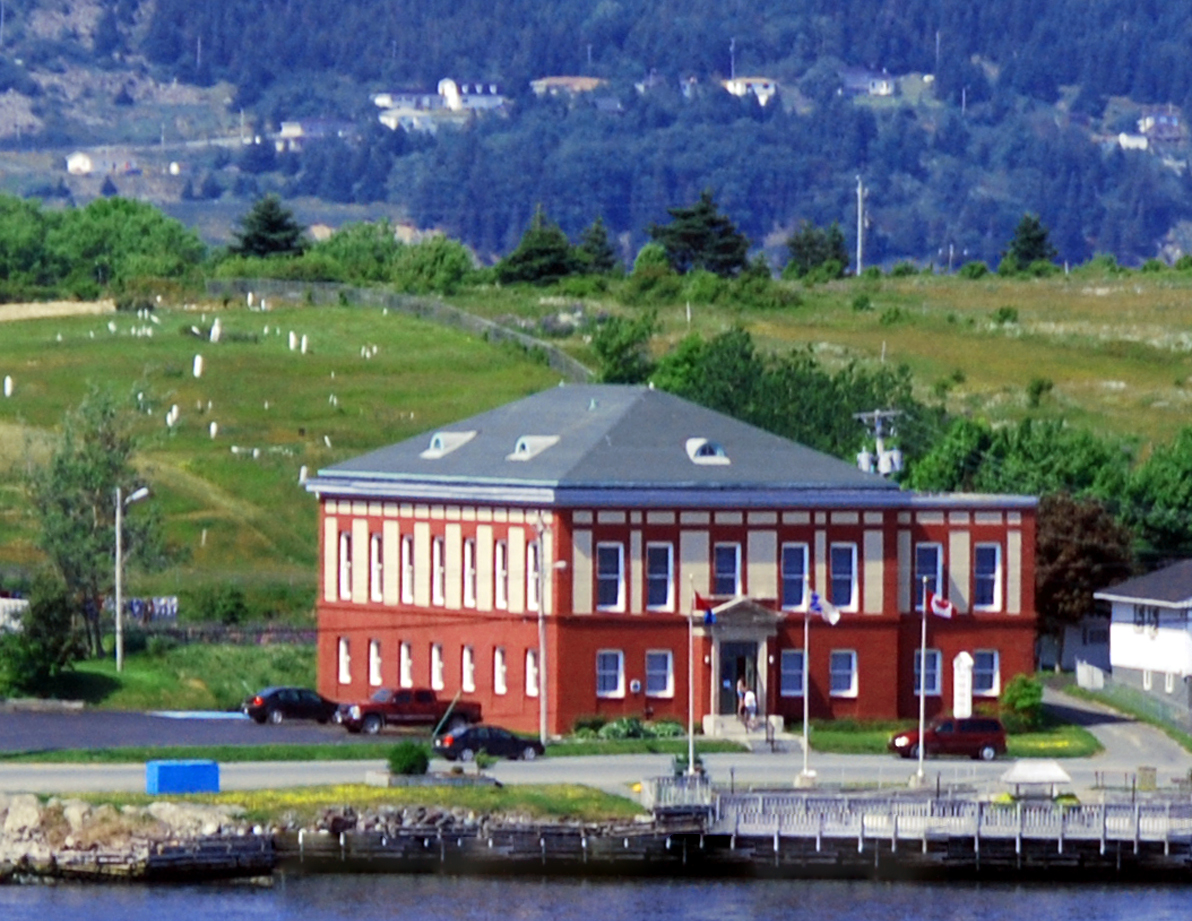
De Cable Building, het voormalige kantoor van de Western Union Telegraph Company, is een National Historic Site of Canada
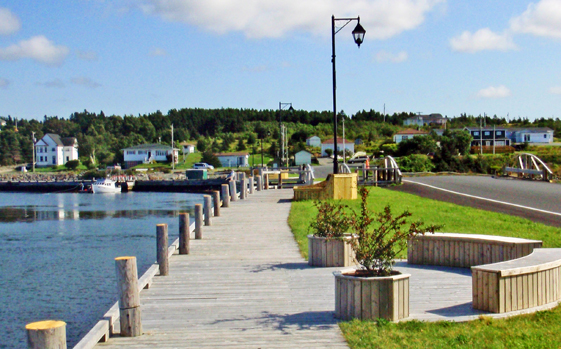
De Klondike Causeway aan de havenrand. In de achtergrond ligt de buurt Coley's Point
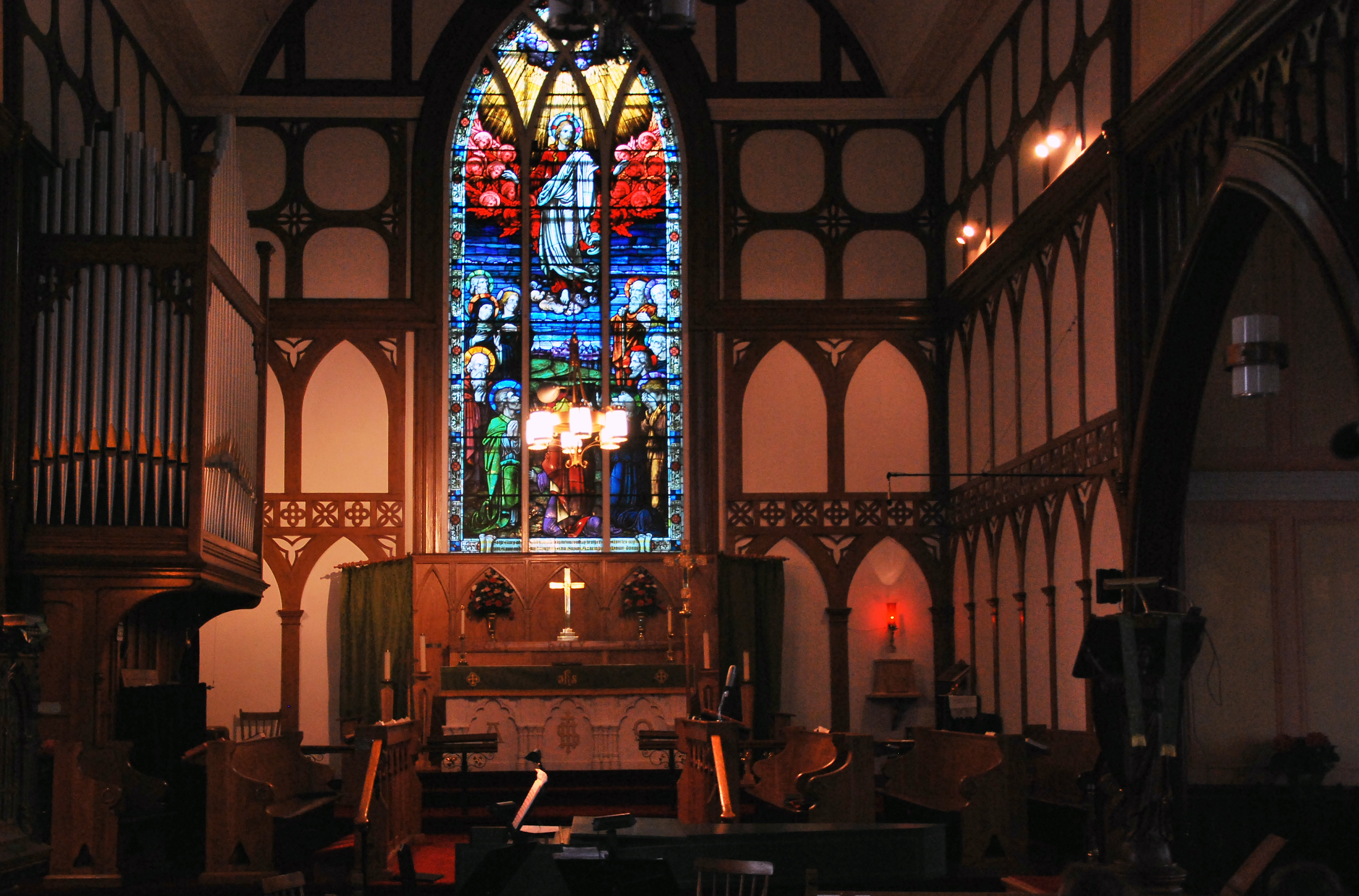
Binnenkant van de Sint-Matthiaskerk
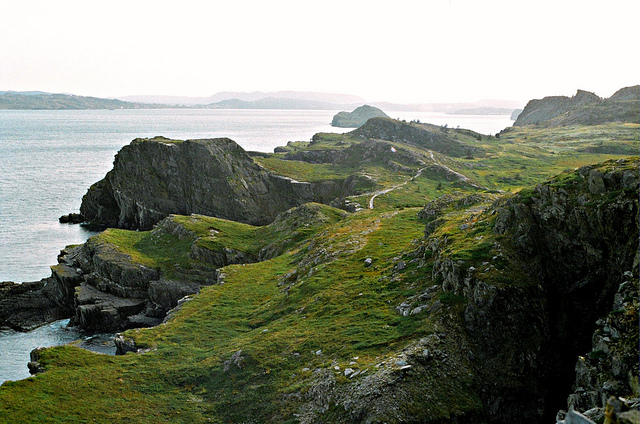
Kliffen langs de Bay Roberts Heritage Trail